# Intend Computer
Intend Computer este o companie de IT din Cluj-Napoca.
Este unul dintre cei mai importanți jucători din Transilvania de pe piața vânzărilor de componente pentru calculatoare.
A fost înființată în anul 1992 și este deținută de omul de afaceri Doru Morar.
Până în aprilie 2005, compania s-a numit Intelis.
Număr angajați:
| An       | 2010 | 2008 | 2007 |
| -------- | ---- | ---- | ---- |
| angajați | 25   | 40   | 36   |

Cifra de afaceri:
| Anul          | 2008 | 2007 | 2006 | 2004 |
| ------------- | ---- | ---- | ---- | ---- |
| milioane euro | 8,2  | 9,5  | 7,2  | 3,5  |